# Рошигуми
Рошигуми (Јап.浪士組 „Rōshigumi“) у преводу „Бранитељи Кјота“, била је полицијска група лојална шогунату, сачињена од 250 ронин самураја коју је основао Кијокава Хачиро 1863. године. 

## О јединици
Кијокава Хачиро оснива Рошингумије у току режима Токугава шогуната са сврхом заштите шогуна у Кјоту. Као увек спремна могла је да послужи и као резервна војна јединице у случају рата са западним земљама што је и навео тадашњој влади али је прави разлог био нешто другачији. Хачиро је ипак симпатизирао империјалисте па је желео да скупи групу људи која би ишла против шогуна и његове владе али будући да су људи у групи били другачијег мишљења тај план врло брзо пропада.
Рошингумији се први пут састају 26. марта 1863. године у Еду и сви заједно одлазе за Кјото. Међу њима били су и будући чланови Шинсенгумија, Кондо Исами, Хиџиката Тошизо, Окита Соџи, Иноуе Гензабуро, Тодо Хеисуке, Харада Саносуке, Нагакура Шинпачи и други. Међу њима налазила се и група Серизава Камоа - Ними Нишики, Хирајама Гороу, Хирама Јусуке и Ногучи Кенгикоји су сви тада били део Рошигумија. (Два дана касније када су припадници Рошигумија отишли за Кјото, Кондо је био задужен за смештај људи али је случајно заборавио за Серизавину групу што је довело до инцидента где је Серизава у бесу запалио велику ломачу испред спаваоница као увреду Кондоу и његовим следбеницима.)
Рошигумији коначно стижу у Кјото 10. априла (по лунарном календару 23. фебруара), где су као група одсели у Јагитеију, селу Мибу изван града Кјота. Али Кијокава нагло мења команду и наређује да се јединица одмах врати за Едо јер је нешто раније писмом обавестио империјалисте да су Рошигумији оформљени да делају само под царском наредбом. Тринаест чланова се побунило против такве одлуке и решило да остане у Кјоту. Међу њима био је Кондо и Серизава, касније оснивачи јединице Шинсенгуми. 
Због новонастале ситуације, владини званичници наместили су да чланови Рошигумија Томоучи Јошио и Иесато Џиро буду шпијуни, наређујући им да остану у Кјоту и пазе на Серизавину и Кондову групу. 
Остали чланови Рошигумија који су се вратили за Едо а нису хтели да иду против шогуна оформили су „Шинчогумије“ (сестринску јединицу Шинсенгумија) који је водио Окита Ринтаро (зет Оките Соџија) као главни командант.
Након тога Рошигумији као јединица престају да постоје.